# Von Mangoldtova funkce
Von Mangoldtova funkce je aritmetická funkce pojmenovaná po německém matematikovi Hansi von Mangoldtovi. Jedná se o významnou funkci v teorii čísel, která není multiplikativní, ani aditivní.

## Definice
Von Mangoldtova funkce je aritmetická funkce {\displaystyle \Lambda \colon \mathbb {N} \to \mathbb {R} }, definovaná předpisem
{\displaystyle \Lambda (n)={\begin{cases}\log p&{\text{pokud }}n=p^{k}{\text{ pro nějaké prvočíslo }}p{\text{ a }}k\in \mathbb {N} ,\\0&{\text{v opačném případě}}.\end{cases}}}
Zde {\displaystyle \log } označuje přirozený logaritmus, tj. logaritmus o základu {\displaystyle e}.
Funkce {\displaystyle \Lambda (n)} tedy nabývá nenulových hodnot právě na přirozených číslech, která jsou mocninami prvočísel. V těchto případech je hodnota rovna logaritmu příslušného prvočísla.
Prvních 10 hodnot funkce {\displaystyle \Lambda (n)}:
| {\displaystyle n}           | 1                 | 2                      | 3                      | 4                      | 5                      | 6                 | 7                      | 8                      | 9                      | 10                |
| --------------------------- | ----------------- | ---------------------- | ---------------------- | ---------------------- | ---------------------- | ----------------- | ---------------------- | ---------------------- | ---------------------- | ----------------- |
| {\displaystyle \Lambda (n)} | {\displaystyle 0} | {\displaystyle \log 2} | {\displaystyle \log 3} | {\displaystyle \log 2} | {\displaystyle \log 5} | {\displaystyle 0} | {\displaystyle \log 7} | {\displaystyle \log 2} | {\displaystyle \log 3} | {\displaystyle 0} |

## Vlastnosti
Von Mangoldtova funkce není ani multiplikativní, ani aditivní.
Budiž příkladem ne-multiplikativnosti:
{\displaystyle \Lambda (4)=\log 2\neq (\log 2)^{2}=\Lambda (2)\cdot \Lambda (2).}
A příkladem ne-aditivnosti:
{\displaystyle \Lambda (6)=0\neq \log 2+\log 3=\Lambda (2)+\Lambda (3).}
Součet hodnot přes dělitele:
Pro každé přirozené číslo {\displaystyle n\in \mathbb {N} } platí následující rovnost:
{\displaystyle \sum _{d\mid n}\Lambda (d)=\log n.}
Tento vztah vyjadřuje, že součet hodnot Von Mangoldtovy funkce přes všechny dělitele čísla {\displaystyle n} odpovídá přirozenému logaritmu {\displaystyle n}.
Vyjádření pomocí Möbiovy funkce:
Von Mangoldtova funkce {\displaystyle \Lambda } má také vyjádření pomocí Möbiovy funkce {\displaystyle \mu }, která je klíčová v teorii aritmetických funkcí:
{\displaystyle \Lambda (n)=-\sum _{d\mid n}\mu (d)\log d,}
kde {\displaystyle \mu } označuje Möbiovu funkci. Tento vzorec je inverzí předchozí rovnosti pomocí Möbiovy inverzní formule.